# Aidí
Aidí és un poble del terme municipal de Llavorsí, a la comarca del Pallars Sobirà.
Està situat al nord-oest de Llavorsí, en un coster a l'esquerra de la Noguera Pallaresa, a més de 5 quilòmetres del cap de municipi. És a la dreta del Barranc de Feners i a l'esquerra del de Restollo.
Uns quants metres cap dalt hi ha la collada de la bana i el pic de l'Orri.
El poble té l'església parroquial de Sant Just d'Aidí. A sota del poble, a nivell de la Noguera Pallaresa, al peu del camí ral, hi havia l'Hostal d'Aidí, ara desaparegut.

## Etimologia
Segons Joan Coromines, Aidí és un dels pocs topònims d'origen llatí del Pallars. Prové, segons ell, de l'antropònim Desiderius.

## Botigues
Antigua-ment hi havia un forn de pa que avui en dia no funciona. La gent del poble diu que feien el millor pa i coca del pallars.

## Geografia

### El poble d'Aidí
Aidí està agrupat en un coster, però sense formar un nucli compacte ni marcar clarament uns carrers entre les cases. Forma ben bé quatre nivells de cases, enllaçades per la mateixa carretera que mena al poble i per uns passos i camins interiors que salven els lleugers desnivells de la costa. L'església de la Mare de Déu del Roser, de fet Sant Just, és al lloc més elevat, al nord-est.

#### Les cases del poble[2]
| - Casa Xapela - Casa Coter - Casa Esteve | - Casa Fonte - Casa Gregori - Casa Jaio | - Casa Tutet - Casa Paucó - La Rectoria 1 - La Rectoria 2 | - Casa Xineta |

### Les bordes del poble
- borda Paucó
- Borda de Santa Eulalia
- borda Fondí
- borda Gargori
- bordes de Perot (Un conjunt de cases abandonades)

## Història

### Edat moderna
En el fogatge del 1553, Aydi declara 1 foc eclesiàstic i 2 de laics (uns 15 habitants).

### Edat contemporània
Pascual Madoz dedica un article del seu Diccionario geográfico... a Aidi o Aydi. Hi diu que és una localitat amb ajuntament situada en el cim d'un turó envoltat d'altes muntanyes, a la dreta del camí que va a França per la Vall d'Aran. El clima hi és bastant sa, però la mala qualitat de l'aigua fa que s'hi desenvolupin galteres, anomenades golls, i diverses febrades per refredats i pulmonies a causa de la fredor de l'atmosfera. Tenia en aquell moment 12 cases i l'església parroquial de la Mare de Déu del Roser, que té com a annexa l'església d'Estaron; és servida per un rector que segons l'època de l'any és nomenat pel bisbe o pel rei, mitjançant concurs general. El territori és aspre, muntanyós, trencat, i de qualitat inferior. La part que no es conrea produeix pastures i ametllers. La part que sí que es conrea, regada en part per la Noguera Pallaresa i en part per diverses fonts, ocupa uns 150 jornals. Aquestes fonts, que també serveixen al veïnat, són molt fortes i una mica perjudicials per a la salut, com ja s'ha dit. S'hi collia ordi, patates i poques llegums. S'hi criava bestiar vacum, porcs, i una mica de cavalls i mules. Hi havia caça de conills, llebres, guatlles i moltes perdius, i pesca de truites a la Noguera Pallaresa. Comptava amb 12 veïns (caps de casa) i 70 ànimes (habitants).

## Població
| 1847 | 1970 | 1981 | 2001 | 2005 | 2007 | 2008 | 2009 | 2010 | 2011 |
| ---- | ---- | ---- | ---- | ---- | ---- | ---- | ---- | ---- | ---- |
| 45   | 35   | 13   | 10   | 9    | 13   | 16   | 14   | 15   | 16   |